# Hugh Evan-Thomas

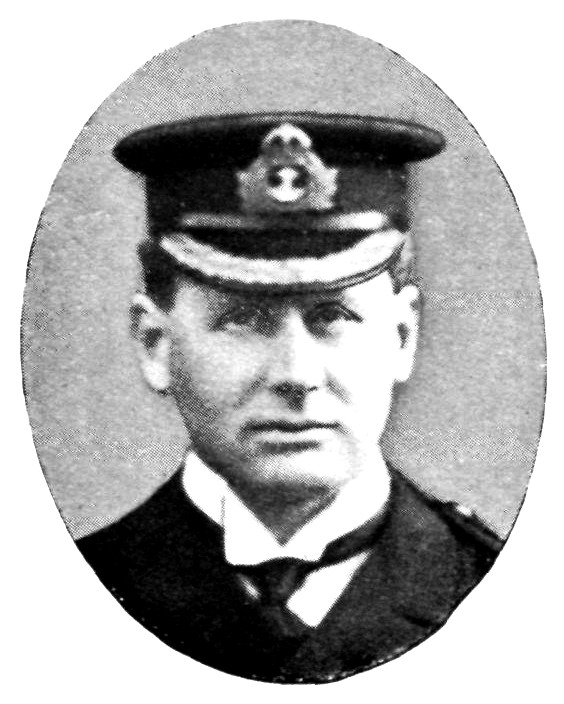
Sir Hugh Evan-Thomas

Sir Hugh Evan-Thomas GCB, KCMG, MVO (* 27. Oktober 1862 in Gnoll, Neath, Glamorgan; † 30. August 1928 in Cople, Bedfordshire) war ein walisischer Vizeadmiral der Royal Navy. Im Ersten Weltkrieg kommandierte er u. a. das 5. Schlachtgeschwader der Grand Fleet während der Skagerrakschlacht.

## Leben
Im November 1875 bestand er die Aufnahmeprüfung bei der Royal Navy als 32 unter 42 erfolgreichen Kandidaten und trat seinen Marinedienst am 15. Januar 1876 auf dem Ausbildungsschiff Britannia an und freundete sich mit den Enkelkindern von Königin Victoria an, die der Navy im September 1877 beigetreten waren. Er wurde am 21. Dezember 1877 zum Dienst auf dem Schlachtschiff HMS  Monarch (Kapitän Algernon Lyons) im Mittelmeer ernannt worden und verließ Großbritannien im folgenden Februar. Am 22. März 1882 wurde Evan-Thomas zum Unterleutnant und am 31. Dezember 1884 zum Leutnant befördert. Am 21. Januar 1887 wurde er zum Flaggoffizier auf Sir Algernon Lyons Flaggschiff HMS Bellerophon in der westindischen Station ernannt, musste aber auf Bermuda erkrankt, am 20. September nach Großbritannien zurückkehren. Am 18. Juli 1889 wurde Evan-Thomas bis zum 10. September für die jährlichen Manöver unter Kapitän Richard King zum Dienst auf dem Schlachtschiff Camperdown bestimmt. Seine Studienfreund Prinz George konnte sich 1892 das Kommando über den geschützten Kreuzer Melampus für die bevorstehenden Manöver sichern und setzte die Ernennung von Evan-Thomas zu seinem Stellvertreter durch. Bei der Kollision der HMS Victoria und Camperdown am 22. Juni 1893 vor der Küste von Tripolis im Libanon verlor die Mittelmeerflotte ihr Flaggschiff und ihren Oberbefehlshaber Sir George Tryon. Sir Michael Culme-Seymour wurde als Nachfolger von Admiral Tryon ausgewählt und über die Referenz von Sir Hoskins wurde Evan-Thomas zu dessen Flaggoffizier bestimmt. Evan-Thomas reiste im Sommer 1893 mit Admiral Culme-Seymour nach Malta ab und wechselte am 17. Oktober auf das  Flaggschiff HMS Ramillies. Am 18. Juli 1894 heiratete Evan-Thomas Miss Hilda Barnard in der St. Saviour's Church in Knightsbridge, das Paar übersiedelte Ende dieses Jahres nach Malta und ließ sich bis Dezember 1896 in Valletta nieder. Evan-Thomas wurde am 1. Januar 1897 zum Commander befördert und kehrte am 6. Dezember 1896 nach England zurück. Im November 1900 erhielt er im Alter von 38 Jahren mit dem Kreuzer Pioneer, der zur Mittelmeerflotte gehörte, sein erstes selbständiges Kommando. Nach zwei Jahren wurde er am 26. Juni 1902 zum Kapitän befördert und zur HMS Victory versetzt, und direkt der Admiralität der Homefleet zugeteilt. Im folgenden Jahr wurde er zum Flaggenkapitän für das Kanal-Geschwader unter Lord Charles Beresford ausgewählt und befehligte bis 1904 die HMS Majestic und bis 1905 die Caesar. Vizeadmiral Beresford war bereits mit Evan-Thomas bekannt, als er sich von ihm bei der Erstellung eines neuen Signalbuch beraten ließ, als er selbst im Januar 1900 zum zweiten Kommandeur des Mittelmeergeschwaders ernannt worden war.
1908 übernahm Evan-Thomas eines der sechs neuen Schlachtschiffs der neuen Dreadnought-Klasse, den Bellerophon, einer vom Seelord Jacky Fisher geschaffenen neuen Schiffsklasse. Im Juli 1910 übernahm er auf der Britannia das Kommando des Royal Naval Dartmouth College. Im Juli 1912 wurde Evan-Thomas zum Konteradmiral befördert und im Dezember 1913 zum zweiten Kommandeur des I. Kreuzer-Geschwaders der Heimatflotte ernannt. Im Oktober 1915 wurde er schließlich Kommandeur des 5. Schlachtschiff-Geschwaders, das aus 5 neu fertiggestellten schnellen Schlachtschiffen der Queen Elizabeth Klasse bestand, die HMS Barham wurde als Flaggschiff für den Admiral gewählt. Am 31. Mai 1916 kommandierte er unter John Jellicoe das 5. Schlachtschiff-Geschwader in der Seeschlacht am Skagerrak und wurde zum Knight Commander des Order of the Bath in den Adelsstand erhoben.
Nach dem Krieg wurde er zudem am 1. Januar 1919 als Knight Commander des Order of St Michael and St George und am 3. Juni 1924 als Knight Grand Cross des Order of the Bath ausgezeichnet.